# Cecina (flod)
Cecina är en flod som flyter genom Toscana. Den rinner upp på 812 meters höjd i Castelnuovo di Val di Cecina och mynnar sedan ut i Tyrrenska havet vid staden Cecina i Livorno. Floden är ca 78 km lång.